# Vostok 2
Vostok 2 (Восток 2) byla sovětská vesmírná mise v programu Vostok, která vynesla kosmonauta Germana Titova na oběžnou dráhu z kosmodromu Bajkonur stejnojmennou raketou.

## Údaje o lodi
Vostok 2 (dle katalogu COSPAR 1961-019A) byla jednomístná loď dlouhá 5 metrů o průměru 2,3 metrů. Její hmotnost byla 4731 kg. Dosáhla oběžné dráhy ve výši 183 - 244 km nad povrchem Země.

## Posádka
- German Titov

### Záložní posádka
- Andrijan Nikolajev

## Průběh letu
Na oběžné dráze Země zůstal déle než den, mise trvala celkem 25 hodin a 11 minut. Cílem letu bylo prozkoumat zdravotní aspekty delšího pobytu lidského těla v beztížném stavu. Na rozdíl od Vostoku 1 Jurije Gagarina převzal Titov na krátkou chvíli řízení kosmické lodě. Titov na lodi také dvakrát jedl a klidně spal.
Celý let byl téměř bez výhrad úspěšný, poznamenaný pouze záchvatem nevolnosti a poruchou vyhřívání. Ta způsobila pokles teploty v kabině na 6,1 °C. Poslední problém nastal při návratu na Zemi, když se návratový modul neoddělil od servisního modulu bez chyby. Titov uskutečnil 17 obletů zeměkoule. Přistál v katapultovacím křesle na padáku u obce Krasnyj Kut v Saratovské oblasti SSSR nedaleko od jedoucího vlaku. 
Návratová kapsle (též přistála na svém padáku) byla rozebraná během vývoje kosmické lodě Voschod. K roku 2021 Titov zůstával nejmladším člověkem, který překročil hranici vesmíru. V době letu mu bylo 25 roků a 11 měsíců.